# Estádio Patalino
O Estádio Patalino é um recinto de futebol e a peça principal do Complexo Desportivo Municipal de Elvas que inclui três campos de futebol na zona do Rossio da Fonte Nova. Esta infraestrutura, que é a casa do O Elvas Clube Alentejano de Desportos, recebe o seu nome em homenagem ao mítico jogador de futebol elvense, Domingos Carrilho Demétrio, conhecido como "Patalino", a sua alcunha.
Com uma longa história associada ao futebol regional, o estádio foi inaugurado a 5 de janeiro de 1930 e acolheu como jogo inaugural o confronto entre o Sporting Club Elvense e a Académica de Coimbra, que terminou com a vitória do clube local por 5-4. Anteriormente possuía uma capacidade de 15 200 espectadores maioritariamente em pé, sendo que em 2025, a colocação de cadeiras levou a uma diminuição para cerca de 6 000 espectadores sentados, com possibilidade de expansão futura.

### Histórico de denominações
Originalmente conhecido como Estádio Municipal de Elvas, foi renomeado para Campo Domingos Carrilho Demétrio "Patalino" em 2004 pela Câmara Municipal de Elvas em homenagem ao jogador. Em 2025, foi novamente renomeado, agora pela SAD do O Elvas, para Estádio Patalino.
Esta última mudança teve como objetivo aproximar o nome do estádio à forma como já era popularmente conhecido pela população, além de responder a estratégias de marketing e comunicação da SAD. O novo nome, mais curto e direto, facilita a sua identificação e reforça a marca do clube no panorama desportivo. 

### Renovações recentes
Em 2024/25, o Estádio Patalino passou por um processo de modernização que incluiu:
- Ampliação das bancadas, aumentando a capacidade de lugares sentados para acolher mais adeptos com conforto e pinturas das mesmas;
- Instalação de relva natural, substituindo o antigo piso sintético e garantindo assim melhores condições para a prática desportiva. Que incluem também um novo sistema de rega, e de drenagem de água.
- Novo sistema de iluminação de última geração, que possibilita a transmissão televisiva de jogos à noite e estando já preparada para jogos de Primeira Liga.

Estas mudanças foram realizadas com o objetivo de oferecer uma experiência aprimorada tanto para os jogadores quanto para os adeptos e consolidar o estádio como um local de referência no futebol regional. As mesmas renovações continuam a acontecer, com a SAD a ter vários planos para todo o complexo desportivo, que lhes foi concedido pelo Munícipio de Elvas.

### Importância regional
O Estádio Patalino é um ponto central na história e identidade d'O Elvas e da própria cidade, sendo palco de eventos desportivos e culturais. As recentes renovações reforçam o seu papel como símbolo de orgulho local, preparado para acolher competições de alto nível e servir como espaço de promoção do desporto e da união comunitária.

## Estádio Municipal de Elvas
Incluídos também no complexo e inaugurados a 23 de outubro de 2004, podemos encontrar o Campo N.º2, nomeado de Campo Pedro Barrena, anteriormente pelado, passou a ter relva sintética, nova iluminação, bancada com capacidade para 2 700 espectadores e dois novos conjuntos de balneários, gabinetes e arrecadações. Este equipamento é utilizado, na maior parte do tempo, pelas equipas da formação de O Elvas CAD.
O Campo Nº.3 do complexo é nomeado de Campo António Semedo “O Tigre Alentejano”, do outro lado do campo principal, também com um relvado artificial, iluminação, bancadas para cerca de 2 100 espectadores e balneários. As camadas jovens do CF “Os Elvenses” são as principais utilizadoras deste espaço municipal.
Para além destes, a cidade fortificada possuí ainda o Estádio Municipal de Atletismo de Elvas com relvado natural e pista sintética de 8 corredores e uma capacidade de 2 200 espectadores. Este foi construído em 2001 num investimento de 4,5 milhões de euros por parte da Câmara Municipal de Elvas. Esta infraestrutura é partilhada entre o O Elvas CAD - Futebol SAD, Rugby Clube de Elvas, o Clube Elvense de Natação, AD Ialbax e Barbaris Team. Em 2017 recebeu ainda o Torneio Lopes da Silva Interassociações.  

## História do Municipal
A 2 de outubro de 1928, a Câmara Municipal de Elvas consulta os três principais clubes de futebol da cidade para saber se aceitam as condições de cedência, aos três, do campo de futebol a construir na Fonte Nova. A venda do terreno para a construção do estádio é aprovada na reunião do executivo da Câmara de 23 de outubro. A venda do terreno do Rossio da Fonte Nova, para a construção do estádio e do futuro bairro, é autorizada pelo Ministério do Interior a 18 de dezembro. 
A construção do Estádio Municipal de Elvas tem início a 8 de janeiro de 1929 e durará cerca de 11 meses, contando como mão-de-obra os presos do Depósito Disciplinar do Forte da Graça. Depois de vários meses de obras, finalmente estava concluído o Estádio Municipal de Elvas. As condições para jogadores e espetadores melhoram substancialmente. Muito se deveu ao tenente coronel Domingos Lemos, comandante do Batalhão de Caçadores 8 e vereador da Câmara Municipal de Elvas com o pelouro do desporto. Ergueram-se paredes, campo em terra batida, finalmente com piso regular e dimensões regulares, ainda que sem vedação e sem balneários para os jogadores. Para assinalar o dia constituir-se-ia uma seleção dos melhores jogadores de Elvas que defrontariam o Grupo Desportivo Tivoli, de Lisboa, que por sua vez traria alguns jogadores de outros clubes da capital que disputassem o Campeonato de Lisboa. A inauguração e o respetivo jogo foram adiados pelo mau tempo. 
A 5 de janeiro de 1930 é finalmente inaugurado o Estádio Municipal de Elvas. Para assinalar a inauguração, o Sporting Club Elvense recebe a Académica de Coimbra, vice-campeã distrital, perdendo por 5-4, revertendo a receita para os Padrões da Grande Guerra. 
A 25 de maio de 1941, a Câmara Municipal de Elvas decide construir um novo Estádio Municipal de Elvas. O projeto do Estádio Municipal, construído há poucos anos, acabou por nunca estar concluído. Este projeto sofre um revés em janeiro de 1942, sendo rejeitado superiormente. No entanto, o atual estádio vai mesmo assim sofrer algumas obras de recuperação com a colocação de uma nova vedação e uma nova porta principal. Ainda durante a época 1947/48, a Câmara Municipal de Elvas promoveu diversas obras no Municipal de Elvas, nomeadamente colocando as bancadas laterais à altura das centrais para que se aumente a lotação de lugares sentados. A inauguração desta obra fez-se na receção ao Benfica, em fevereiro de 1948.
O verão de 1973 ficou marcado pelas ditas novas obras no Estádio Municipal de Elvas. Depois da nova bancada, o Estádio Municipal conta agora com novos balneários de água quente e fria e um novo portão de ferro que substituiu o antigo em madeira. É aprovada ainda a cobertura para a bancada central e a colocação de postes de iluminação. As obras tiveram início em agosto e foram inauguradas a 15 de setembro com a disputa do 1º Troféu Alentejano, um jogo entre as reservas do Sporting e do Vitória de Setúbal que se saldou com a vitória deste último por 3-2. 
A época 1984-1985 fica ainda marcada para “O Elvas”, pelo arrelvamento do seu campo. Depois de muitos anos de espera, finalmente o Estádio Municipal de Elvas passa a ser relvado. O primeiro jogo na nova relva disputou-se a 27 de janeiro de 1985, enfrentando “O Elvas” ao Estrela de Portalegre, com vitória do clube azul e ouro por 2-1.
Em 1993, a 14 de janeiro, a Câmara Municipal de Elvas atribui o Diploma de Honra da Cidade ao “O Elvas” CAD de Ixelles, e a 12 de junho é inaugurado o busto de Patalino no Complexo Municipal de Elvas.

## Equipamentos Desportivos
No concelho de Elvas podem se encontrar várias outras instalações desportivas, como as brevemente mencionadas abaixo. 

### Campos de Futebol
Para além dos três campos relvados do Complexo Municipal e do Estádio de Atletismo, a Câmara de Elvas construiu mais três campos de futebol com relvado sintético nas freguesias rurais. Assim, em Vila Boim, Terrugem e Santa Eulália foram construídos de raiz, três campos em relva sintética, para que as populações das freguesias rurais tenham as mesmas condições de acesso às infraestruturas desportivas e, consequente, à prática desportiva. 
Estes equipamentos vieram ainda dar resposta às necessidades das coletividades existentes nestas freguesias rurais. No campo de Vila Boim foram construídos balneários, enquanto nos campos de Vila Boim e Terrugem foram construídos balneários e colocada iluminação. 

### Pavilhões Desportivos Municipais
No concelho podem também ser encontrados quatro outros pavilhões, todos cobertos, o Coliseu de Elvas é um dos espaços multiusos com capacidade máxima de 7 500 espectadores, é a maior sala de espetáculos do Alentejo, do Sul de Portugal e, até, uma das maiores e melhores da Península Ibérica, foi inaugurado em setembro de 2006.  
Os outros três equipamentos desportivos são o Pavilhão Desportivo Municipal de Elvas, Pavilhão Desportivo da Boa-Fé e o Pavilhão Desportivo de Vila Boim, direcionados para a prática lúdico desportiva. Os pavilhões desportivos estão aptos a receber qualquer modalidade de desporto coletiva amadora como é o caso do basquetebol, futsal, voleibol, andebol, badminton, judô, outras artes marciais, boccia e ginástica, entre outras. Foram construídos para dar resposta às necessidades de prática desportiva do associativismo do concelho, da Educação Física curricular, de complemento curricular e de enriquecimento da população em geral. 
Inaugurado a 19 de setembro de 1992, o Pavilhão Desportivo Municipal de Elvas, localizado junto ao Estádio Municipal, é também utilizado pelas equipas de Futsal sênior, masculino e feminino, e de formação do clube Belhó e Raposeira, que compete nas divisões distritais da AF de Portalegre.

### Polidesportivos
O concelho de Elvas tem um conjunto de polidesportivos que proporcionam a toda a população a prática de várias modalidades desportivas, gratuitamente. Nos diversos polidesportivos é possível praticar-se um conjunto de modalidades como o andebol, basquetebol, futsal, ténis e voleibol, consoante os equipamentos disponíveis em cada instalação.
Em todo o concelho foram construídos 17 recintos polidesportivos municipais: Bairro Europa, Bairro da Boa-Fé, Jardim Municipal (dois campos), Revoltilho (dois campos), Bairro de São Pedro, Pias, Raposeira, Calçadinha, Varche, Vila Boim, Terrugem, Vila Fernando, Barbacena, Santa Eulália e São Vicente. Todos estes recintos para a prática de Desporto, vieram juntar-se ao do Centro de Recreio Popular da Boa-Fé, o único que existia há 20 anos na cidade.